# Radio Timișoara
Radio Timișoara este primul post de radio din vestul țării. 

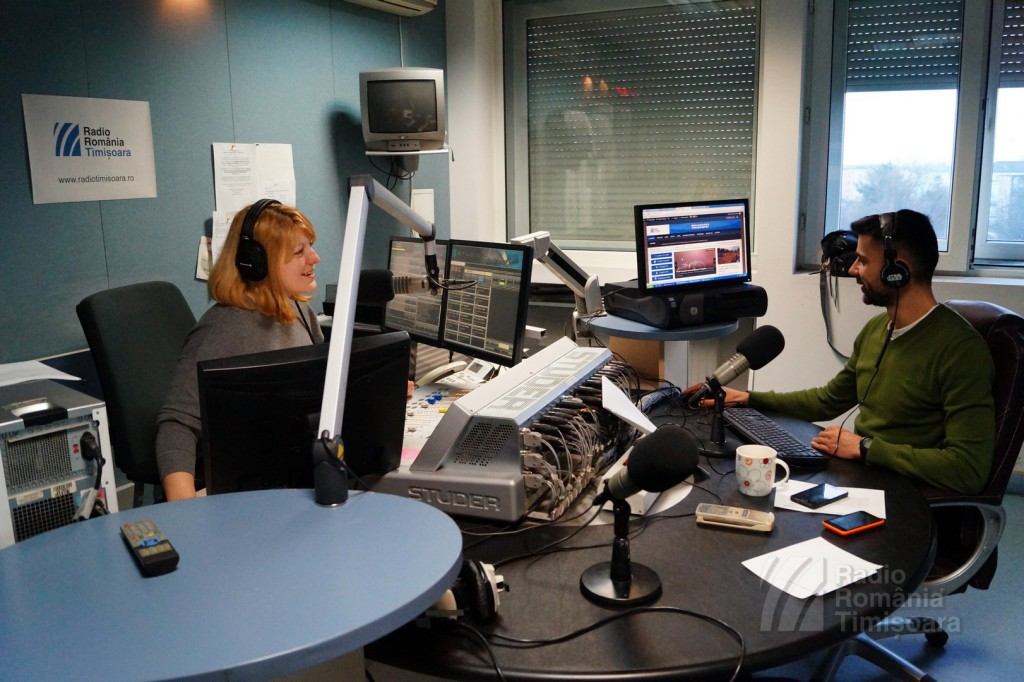
Realizatorii celui mai de succes matinal din ultimii ani ”Bună dimineața, Vest!”: Mihaela Ioncelescu și Lavinius Petreanu

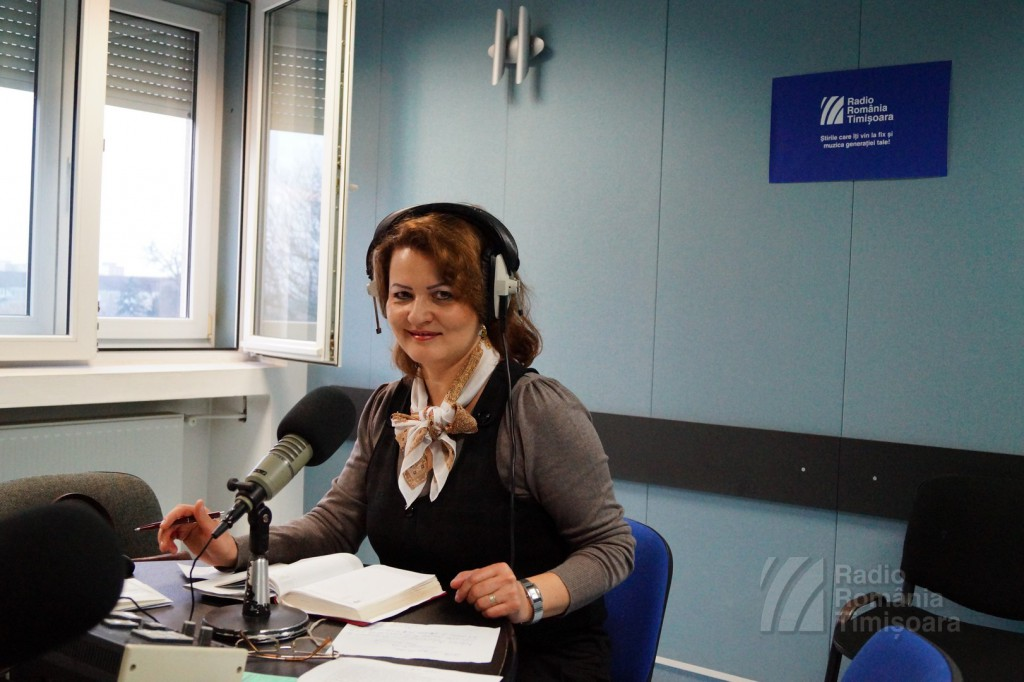
Daniela Băcilă - cea mai cunoscută dintre actualii realizatori ai emisiunilor de folclor de la Radio Timișoara

În Banatul multietnic, primii pași în dezvoltarea radiofoniei au fost făcuți cu mult înaintea primei emisiuni a postului de Radio Timișoara, și cu ceva timp înaintea altor posturi regionale ale Radiodifuziunii, poate și fiindcă în această zonă s-a simțit mai întâi și mai pregnant și influența emisiunilor posturilor occidentale de radio. 
În   iulie 1930, la Adunarea Generală de Reînființare a Asociației Culturale Bănățene, era menționată pentru prima dată ideea înființării unei stații de radiodifuziune la Timișoara . 9 ani mai târziu presa anunța că Radio Timișoara a trecut de la faza de idee la proiect în toată regula. Aceste planuri aveau să fie zădărnicite de cel de-Al Doilea Război Mondial, apoi de instalarea comunismului.
La începutul anilor ’50 au început să apară în marile orașe  centrele de radioficare. În plus, în vara anului 1952, de la Timișoara a început emisia unor programe de seară, dintr-o subredacție a postului central de radio, sub conducerea lui Mihai Glaja. Între orele 18.45 – 19.00, erau transmise, pe lungimea de unde medii de 397 metri a Radio București, un buletin de știri și muzică populară românească și sârbească.
Ziua de 5 mai 1955 rămâne una de referință, marcând ieșirea în eter a primei emisiuni a Studioului Regional Radio Timișoara. Primii crainici au fost Andrei Dângă și Emilia Culea. Din 11 mai, emisiunile, cu durata de 30 de minute, au devenit zilnice, în intervalul orar 20.15 – 20.45, iar din 1 ianuarie 1956, durata zilnică a emisiei a fost de 60 de minute. În anii următori puterea de emisie a crescut, la fel și durata și complexitatea programelor. În 1958 erau transmise  598 de ore de program (o medie de 1,6 ore zilnic). 
La 1 noiembrie 1956 debutau emisiunile în limba sârbă, iar trei zile mai târziu și cele în limba germană, fiecare având un program de 20 minute zilnic. 
În perioada anilor ’80, redactorii și reporterii postului de Radio Timișoara au trecut și ei prin rigorile cenzurii, însă, chiar și în aceste condiții, ei și-au păstrat un grad considerabil de libertate, prin evitarea unora dintre „indicațiile prețioase” și prin folosirea unor termeni și expresii care au scăpat de filtrul celor care aprobau emisiunile.
În 12 ianuarie 1985 a venit Ordinul de întrerupere a emisiunilor tuturor posturilor regionale. Dictaturii Ceaușescu îi era mai simplu să cenzureze ceea ce pleca strict de la București.
Adevărata renaștere a radiofoniei bănățene a venit în 22 decembrie 1989, odată cu victoria Revoluției. 
Imediat după reluarea emisiei in Decembrie 1989 a fost introdusa în program emisiunea în limba maghiară, care, se aude de atunci, alături de emisiunile  în limbile germana și sârbă, zilnic, pe unde medii, între orele 13-16. Li s-au alăturat, în timp, duminica, între 16-21, emisiuni în limbile cehă, slovacă, ucraineană, romani și bulgară.   
Evenimentele de după Revoluție s-au succedat rapid: 1990 a fost anul primelor transmisiuni de la Catedrala Mitropolitană și de la un concert simfonic. „Moara cu noroc” a fost în 1992 primul spectacol – emisiune de radio, cu participarea spectatorilor. S-au făcut în anii care au urmat primele transmisiuni din elicopter, de pe Muntele Găina sau de la 1200 m adâncime, din mina Anina. La finele lui 1999 era în premieră transmis integral un spectacol de teatru liric de la Opera Româna din Timișoara.
Trecerea în noul mileniu a însemnat și modernizarea radicală a radioului. S-a trecut treptat la editare și arhivare digitală și a apărut prima versiune a paginii de internet www.radiotimisoara.ro. Pe 3 august 2006, chiar de Ziua Timișoarei, a început primul program FM distinct, pe 105,9 MHz, oferit ca o alternativă a programelor AM.  Acesta a fost și primul program transmis și prin satelit din vestul țării. Programele în germană maghiară și sârbă pot fi ascultate de atunci pe noua frecvență și seara, între 19-22. Pe FM, în prima zi de luni a fiecărei luni, de la 19, se aude de câțiva ani emisiunea in limba italiana. Radio Timișoara emite acum  în zece limbi și este astfel cel mai ”multietnic” radio românesc. 
Programele FM s-au diversificat în timp: emițătorului FM din Timișoara i s-au adăugat altele la Făget-Coșevița și apoi la Arad (primul program dedicat exclusiv arădenilor a fost realizat pe 1 noiembrie în 2011) și pe Parâng (ianuarie 2017). Din 2016 programele pot fi ascultate și sunând la un număr de telefon fix (031 50 404 50), dar și prin rețeaua digitală de cablu Vodafone Timișoara (fost UPC) .
Mesajele vin acum direct de pe telefoanele ascultătorilor, sub formă de SMS sau prin WhatsApp ( 0725 737373), sau chiar drept comentarii pe site sau facebook.  Cei care accesează site-ul au la dispoziție știri proaspete, însoțite de multe ori de fotografii în exclusivitate, secvențe audio și chiar video. Emisiuni, dar și evenimente din zonă pot fi urmărite integral pe site și facebook în transmisiuni video sau vizionate ulterior. Astăzi Radio Timișoara înseamnă emisiuni în 10 limbi transmise pe cinci  frecvențe, folosind emițătoare moderne, care acoperă o mare parte a județelor din vestului României. Toate cele trei programe, FM, AM și Arad FM (distincte la anumite ore), sunt transmise în cele mai bune condiții online, deci pot fi acum ascultate din orice colț civilizat al lumii, alături de sute de ore de emisiuni înregistrate.
Mulți realizatori ai  Radio Timișoara au fost premiați la concursuri naționale și internaționale.
Radio Timișoara acoperă acum pe unde medii - 630 kHz - zona de vest a țării, fiind recepționat în județele Timiș, Arad, Caraș-Severin, Bihor și Hunedoara, dar și în regiunile limitrofe din Ungaria și Serbia. Se recepționează pe FM la Timișoara - 105,9 MHz, Arad - 102,9 MHz, Petroșani 101,5 MHz și Făget -103,6 MHz , dar și în zone din jurul acestor orașe, inclusiv pe Valea Mureșului (103,6 MHz) și pe Valea Jiului (101,5 MHz).